# Nel caos di stanze stupefacenti
Nel caos di stanze stupefacenti è il terzo album in studio della cantautrice italiana Levante, pubblicato il 7 aprile 2017 dalla Carosello Records.

## Tracce
Testi di Claudia Lagona, eccetto dove indicato diversamente, musiche di Claudia Lagona e Dario Faini.
1. Caos (preludio) – 1:48
2. 1996 La stagione del rumore – 2:39
3. Io ti maledico – 3:19
4. Non me ne frega niente – 3:09
5. IO ero io – 3:41
6. Gesù Cristo sono io – 3:13
7. Diamante – 3:33
8. Pezzo di me (feat. Max Gazzè) – 3:22 (testo: Levante, Francesco Gazzè)
9. Santa Rosalia – 3:02
10. Le mie mille me – 2:53
11. Sentivo le ali – 3:17
12. Di tua bontà – 3:15

CD bonus nella Repack Edition
1. Caos (preludio)
2. Le mie mille me (Live)
3. Non me ne frega niente (Live)
4. Le lacrime non macchiano (Live)
5. Ciao per sempre (Live)
6. 1996 la stagione del rumore (Live)
7. Io ero io (Live)
8. Mi amo (Live)
9. Sbadiglio (Live)
10. Cuori d'artificio (Live)
11. Diamante (Live)
12. Lasciami andare (Live)
13. Contare fino a dieci (Live)
14. La scatola blu (Live)
15. Non stai bene (Live)
16. Abbi cura di te (Live)
17. Duri come me (Live)
18. Memo (Live)
19. Di tua bontà (Live)
20. Alfonso (Live)
21. Io ti maledico (Live)
22. Pezzo di me (Live)
23. Gesù Cristo sono io (Live)
24. Caos (epilogo)

## Formazione
- Levante – voce
- Antonio Filippelli – chitarra, programmazione, basso, sintetizzatore, ukulele
- Daniel Bestonzo – pianoforte, programmazione, Fender Rhodes, sintetizzatore
- Alessio Sanfilippo – batteria, percussioni
- Giovanni "Giuvazza" Maggiore – chitarra
- Mattia Bonifacino – basso
- Alessandro Orefice – pianoforte, organo Hammond, sintetizzatore, Fender Rhodes

## Classifiche
| Classifica (2018) | Posizione massima |
| ----------------- | ----------------- |
| Italia            | 2                 |